# Сан-Жуан-даш-Калдаш-де-Візела
Сан-Жуан-даш-Калдаш-де-Візела (порт. São João das Caldas de Vizela; МФА: [ˈsɐ̃w ʒu.ˈɐ̃w dɐʃ ˈkaɫ.dɐʒ dɨ vi.ˈze.ɫɐ]) — парафія в Португалії, у муніципалітеті Візела. Розташована в північно-західній частині країни, на теренах історичної португальської провінції Дору-Міню. Входить до складу округу Брага. За адміністративним поділом, чинним до 1976 року, терени парафії були складовою провінції Міню. Належить до Бразької архідіоцезії Католицької церкви. Патрон — святий Іван. Площа — 3,5429 км². Населення — 3411 ос. (2011). Середньо урбанізований регіон. Густота населення — 962,77 осіб/км²
. Код — 031402.

## Назва
- Калдаш-де-Візела (Сан-Жуан) (порт. Caldas de Vizela (São João)) — офіційна назва.

## Населення
| Кількість мешканців | Кількість мешканців | Кількість мешканців | Кількість мешканців | Кількість мешканців | Кількість мешканців | Кількість мешканців | Кількість мешканців | Кількість мешканців | Кількість мешканців | Кількість мешканців | Кількість мешканців | Кількість мешканців | Кількість мешканців | Кількість мешканців |
| ------------------- | ------------------- | ------------------- | ------------------- | ------------------- | ------------------- | ------------------- | ------------------- | ------------------- | ------------------- | ------------------- | ------------------- | ------------------- | ------------------- | ------------------- |
| 1864                | 1878                | 1890                | 1900                | 1911                | 1920                | 1930                | 1940                | 1950                | 1960                | 1970                | 1981                | 1991                | 2001                | 2011                |
| 673                 | 868                 | 1 059               | 1 227               | 1 232               | 1 207               | 1 445               | 1 719               | 2 055               | 2 455               | 2 489               | 3 280               | 3 799               | 3 719               | 3 411               |